# Sklop kuća na obali u Miošićima 7 u Bristu
Sklop kuća na obali u mjestu Bristu, Miošići 7, općina Gradac, predstavlja zaštićeno kulturno dobro.

## Opis dobra
Sklop kuća na obali sastoji se od tri stambeno-gospodarske kuće opremljene terasama i balkonima, u prizemlju kojih se nalaze svođeni arsenali. Po načinu gradnje, oblikovanju i kasnobaroknim stilskim odlikama kuće se mogu datirati u 18. stoljeće. U pročelje jedne kuće ugrađena je antička spolija. Sačuvan je niz puškarnica, nastalih za potrebe obrane od gusara. Sklop kuća vješto objedinjuje stambeno-gospodarsku funkciju sa stilskim oblikovanjem i ladanjskim ugođajem. Prema tradiciji u jednoj od tih kuća boravio je fra Andrija Kačić Miošić.

## Zaštita
Pod oznakom Z-5099 zaveden je kao nepokretno kulturno dobro - pojedinačno, pravna statusa zaštićena kulturnog dobra, klasificirano kao "stambeno-poslovne građevine".